# Валензее
Валензее (нім. Walensee, фр. Lac de Walenstadt, ромш. Lag Rivaunⓘ; застар. передача Валенське озеро) — озеро в північно-східних передгір'ях Альп у Швейцарії, одне з найбільших озер країни. Водна поверхня озера розташована на висоті 419 м над рівнем моря, площа дзеркала — 24,19 км², об'єм води — 2,49 км³, максимальна глибина — 150 м.

## Географія
Валензее розташовано на сході Швейцарії на території кантонів Санкт-Галлен і Гларус неподалік міста Валенштадт. Воно має сильно витягнуту із заходу на схід форму. Населеними пунктами, розташованими поблизу озера, є місто Валенштадт біля східного берега, села Квінтен та Амден на північному березі, Веезен на західному та Унтертерцен, Квартен, Мург, Мюлегорн, Обштальден та Фільцбах — на південному.

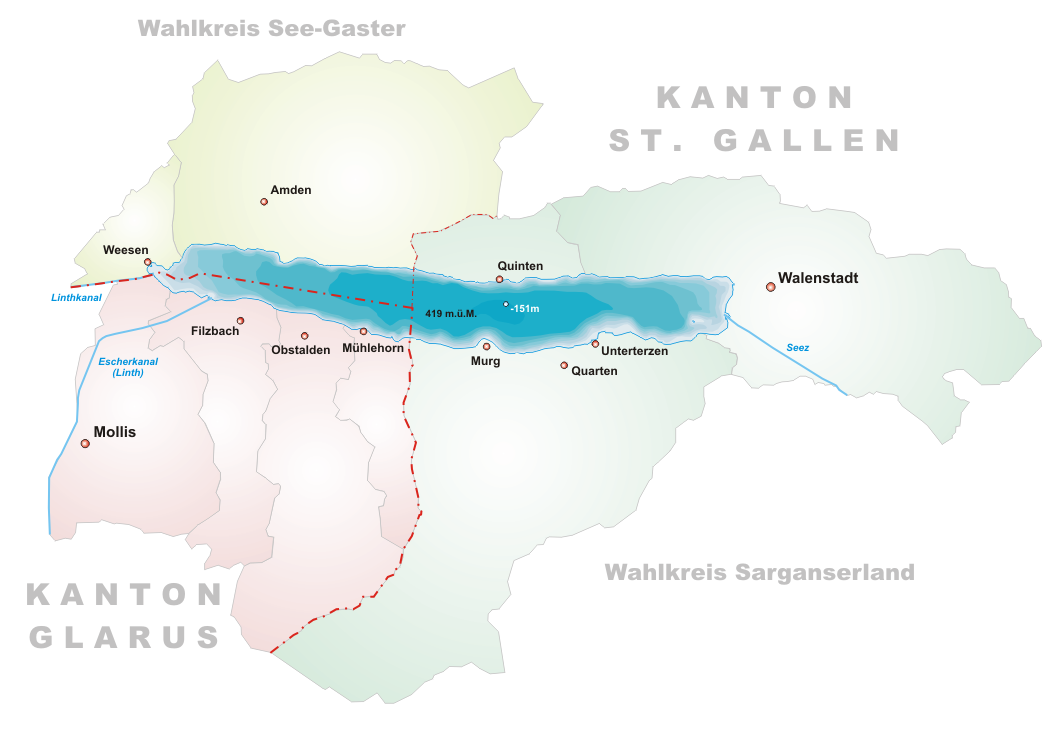
Карта озера Валензее

Через озеро протікає річка Лінт, що впадає в Цюрихське озеро. До корекції свого русла, що почалася в 1807 році, шлях течії Лінта не включав Валензее, а головною живильною для озера річкою була Сее; рівень озера тоді був на 5 метрів вищий, ніж тепер.
Біля південно-східного берега озера є острів Шніттлаухінзель (нім. Schnittlauchinsel), що має завдовжки 80 метрів і завширшки 20 метрів. Біля північного берега озера до краю води підходять круті схили гірського хребта Курфірстен (нім. Churfirsten), що досягає висоти 2306 м. Над південним берегом височіють гори Мюртшеншток (нім. Mürtschenstock).
Середня швидкість утворення в озері донного осаду становить 0,1 мм на рік.

## Валензее в культурі
Види озера надихали Ференца Ліста під час його проживання у Швейцарії у 1835—1837 роках. Друга п'єса першого тома його фортепіанного циклу «Роки мандрівок» називається «На Валленштадтському озері» (фр. «Au lac de Wallenstadt»).

## Туризм
Озеро має синьо-зелену прозору воду. Улітку чимало туристів відвідують озеро, переважно швейцарці. Найбільше туристична інфраструктура розвинена у найбільшому місті поблизу озера Валенштадті, заразом готелі та ресторани розташовані вздовж всього берега.

## Транспорт
Уздовж південного береза озера розташована ділянка залізниці Валенштадт-Цігельбрюке (і далі до Цюриха). Також паралельно залізниці йде автобан, яким зручно діставатися від Цюриха.

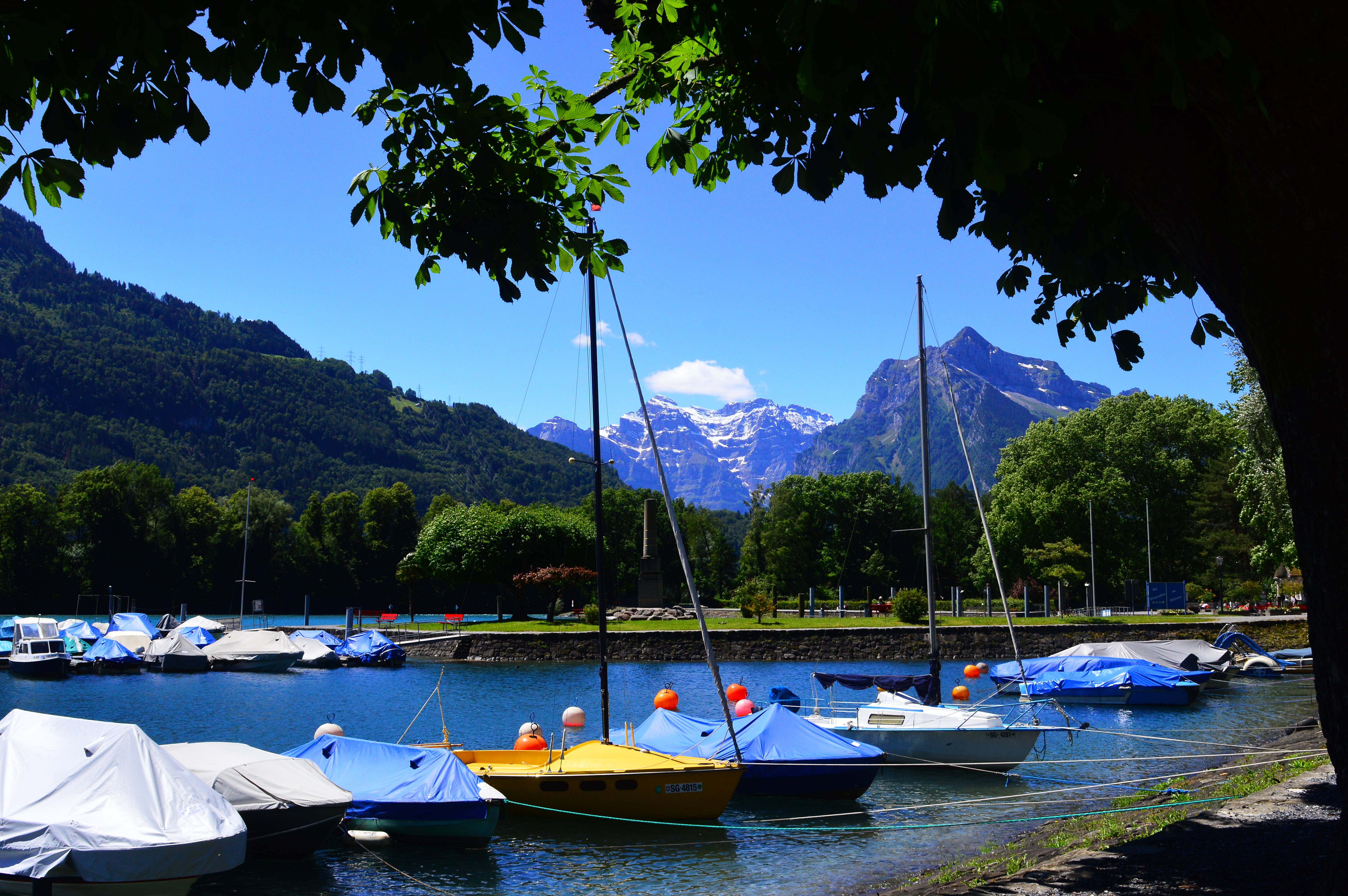
Порт у Веесені
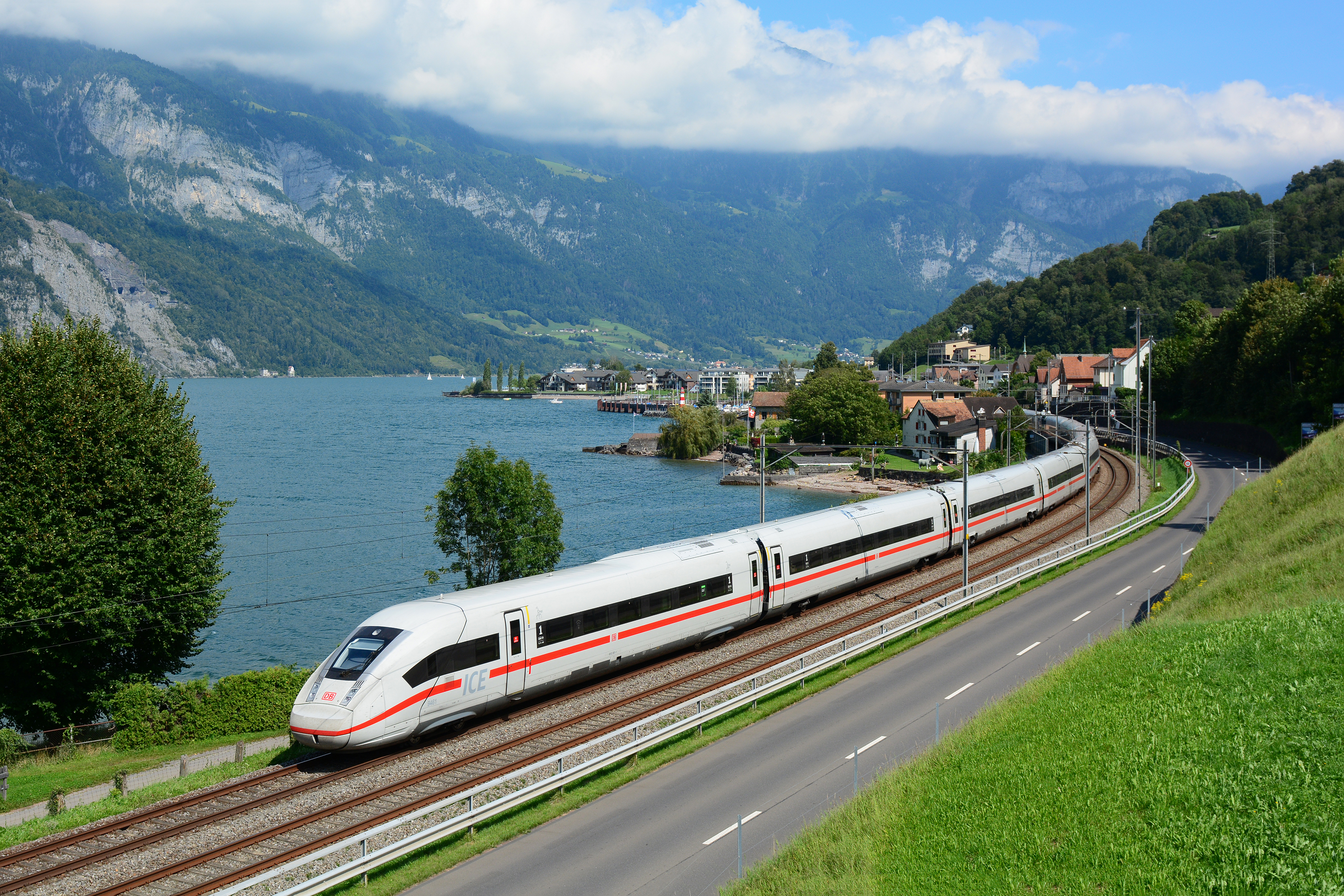
Німецький потяг ICE 4 на рейсі Гамбург-Кур біля Унтертерцену

## Галерея

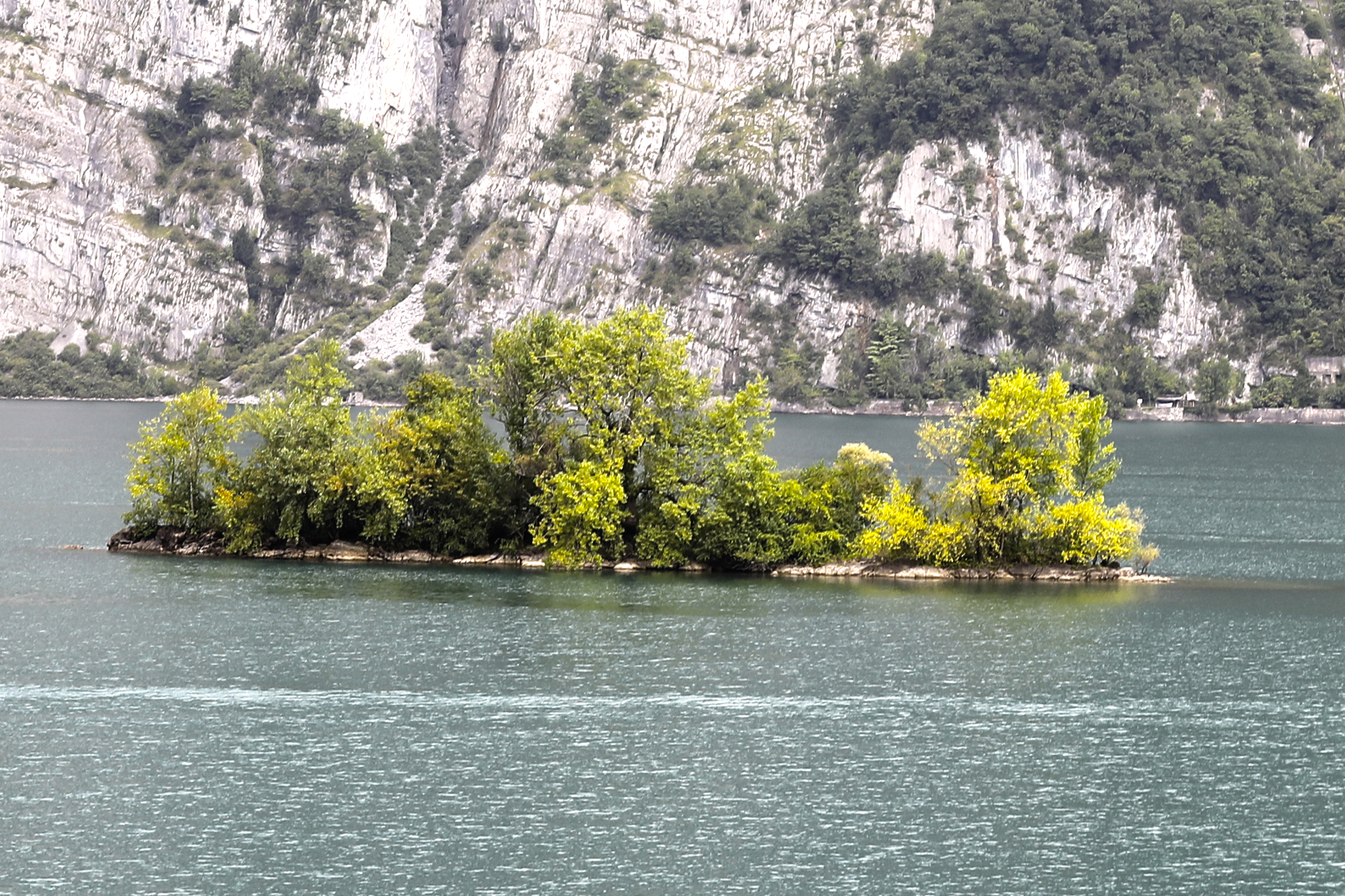
Острів Шніттлаухінзель